# Бугараши
Бугараши (или бугарофили, бугаромани) је термин с краја 19. века, коришћен за словенски народ из области Македоније и Поморавља, као и за Цинцаре који су били верници Бугарске егзархије. У највећем броју су они себе сматрали Бугарима, т. ј. усвојили бугарску националну свест, а понекад су од стране чета ВМРО-а били принуђени да то постану. Термин је српског порекла, односно тако су Срби називали егзархисте у 19. (од 1870) и почетком 20. века.
Данас се у Северној Македонији и ређе у Србији користи погрдно за оне који се издају за Бугаре.